# Cee
Cee ist eine Gemeinde in der spanischen Provinz A Coruña in der Autonomen Region Galicien mit 7.740 Einwohnern (Stand: 2024).

## Bevölkerungsentwicklung der Gemeinde
Legende: Cée___Cee

Quelle:INE-Archiv - grafische Aufarbeitung für Wikipedia

## Gemeindegliederung
Die Gemeinde Cee ist in sechs Parroquias gegliedert:
| Parroquias  | Patrozinium  | Einwohner 2024 | Fläche km² | Dichte Einw./km² | Höhe msnm | Ortskennzahl |
| ----------- | ------------ | -------------- | ---------- | ---------------- | --------- | ------------ |
| A Ameixenda | Santiago     | 447            | 7,70       | 58               | 67        | 15023010000  |
| Brens       | Santa Baia   | 848            | 5,69       | 149              | 68        | 15023020000  |
| Cee         | Santa María  | 4.641          | 6,32       | 734              | 3         | 15023030000  |
| Lires       | Santo Estevo | 378            | 11,24      | 34               | 23        | 15023040000  |
| A Pereiriña | San Xián     | 706            | 15,56      | 45               | 128       | 15023050000  |
| Toba        | Santo Adrán  | 640            | 10,85      | 59               | 60        | 15023060000  |

## Wirtschaft
| Ackerbau, Viehzucht und Fischerei                                                  | 0190  | 07,11  |
| Industrie                                                                          | 0347  | 012,98 |
| Bauwirtschaft                                                                      | 0272  | 010,18 |
| Dienstleistungsbetriebe                                                            | 1.864 | 069,73 |
| Total                                                                              | 2.673 | 100,00 |
| * Daten aus dem Statistischen Amt für Wirtschaftliche Entwicklung in Galicien, IGE |       |        |

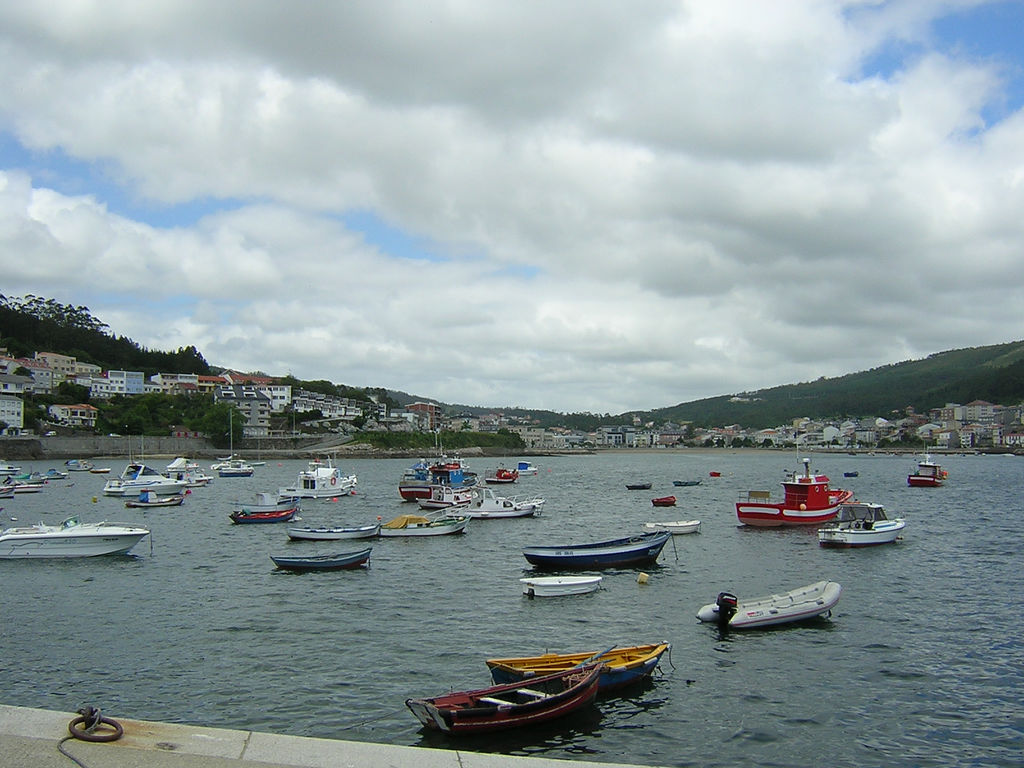
Cee aus Richtung Corcubión
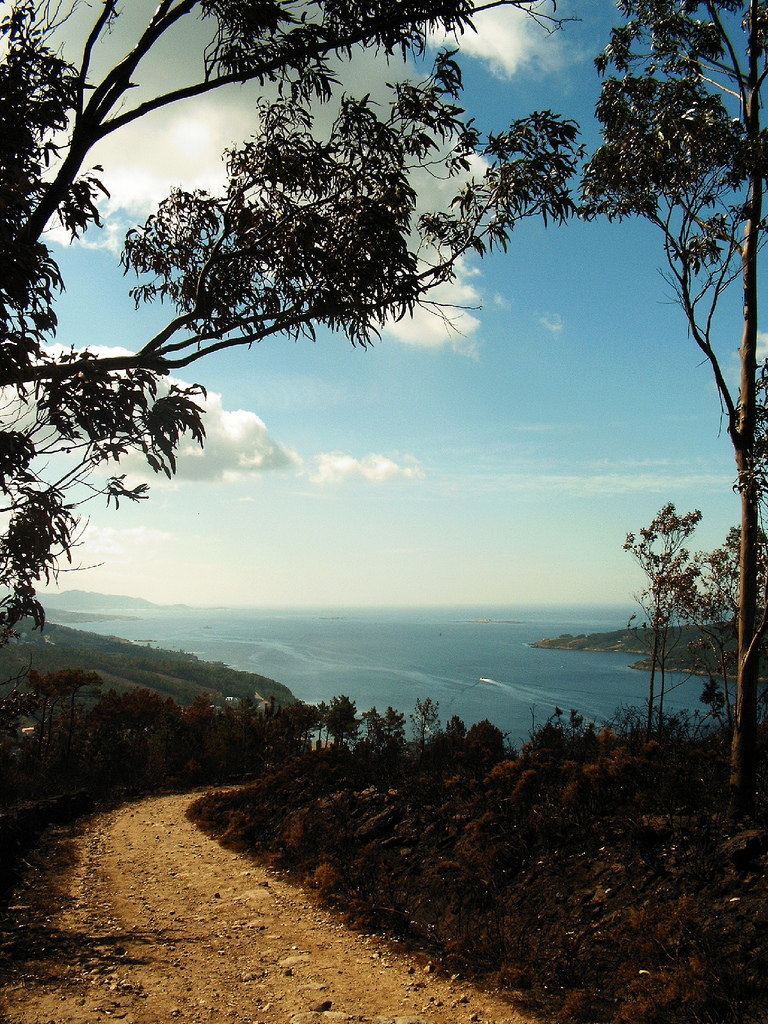
Blick auf die Bucht von Cee